# Zakłady Ogrodnicze „C. Ulrich“

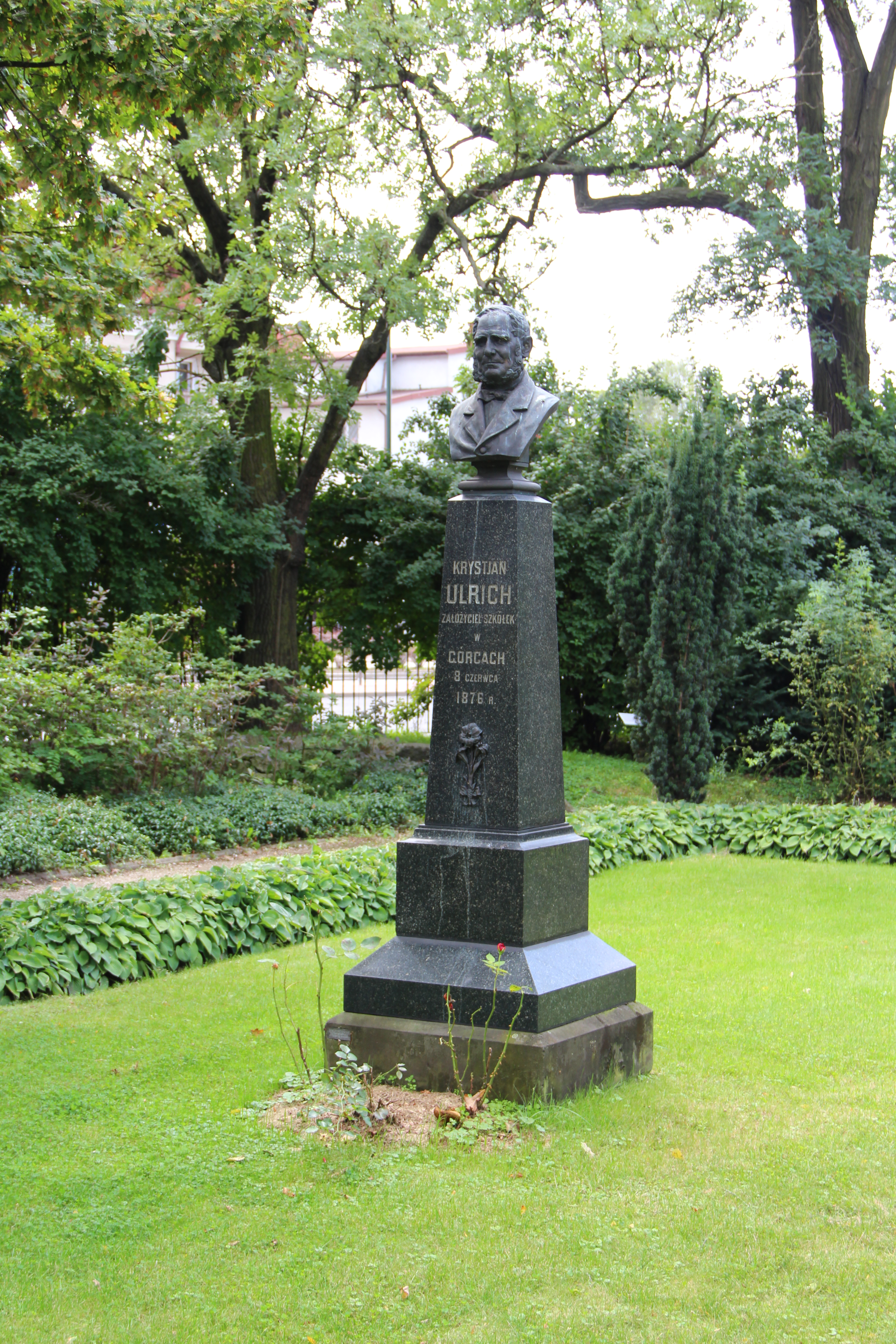
Büste Krystian Ulrichs, des Sohnes des Unternehmensgründers

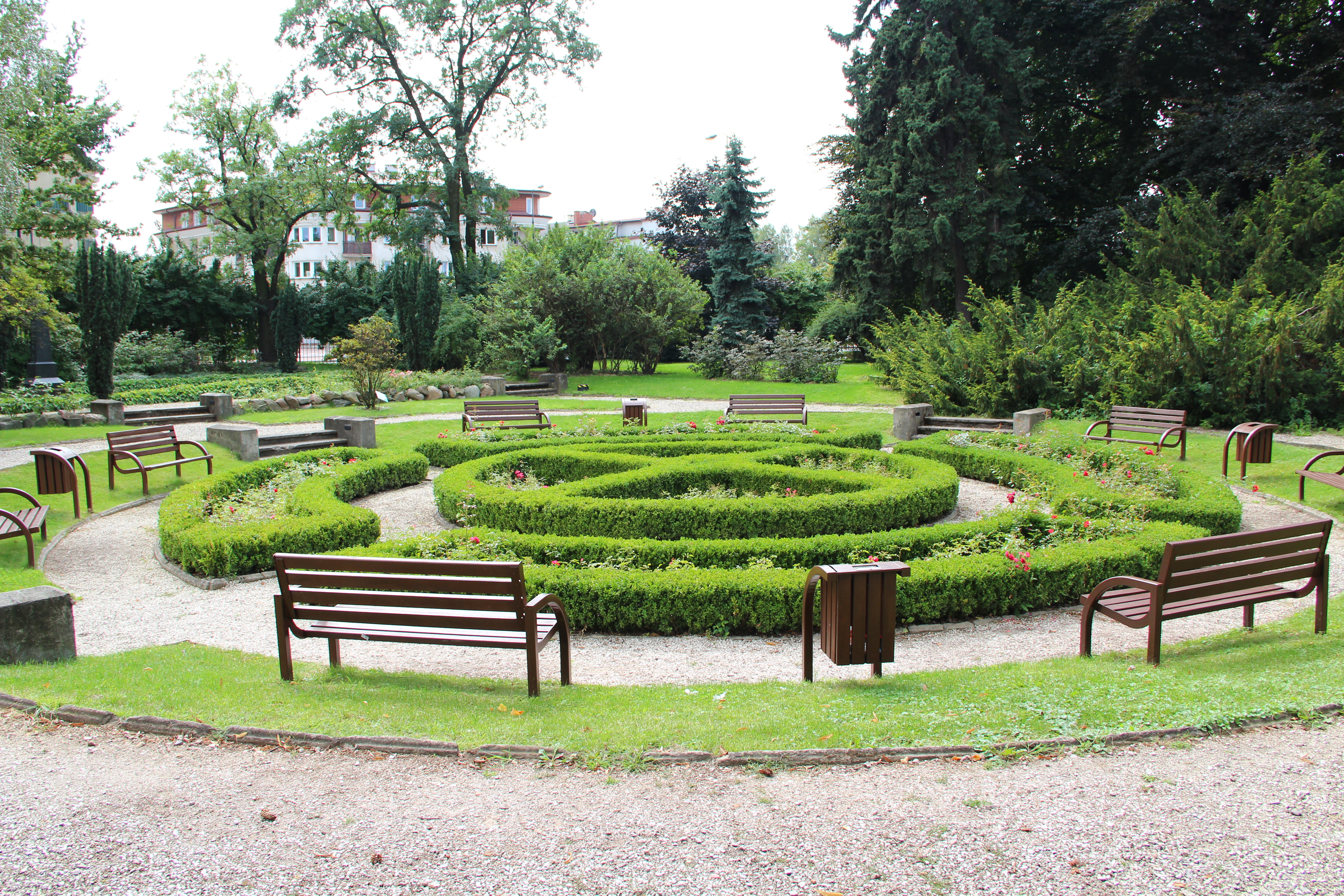
Ein neu angelegter Park zur Erinnerung an das Unternehmen

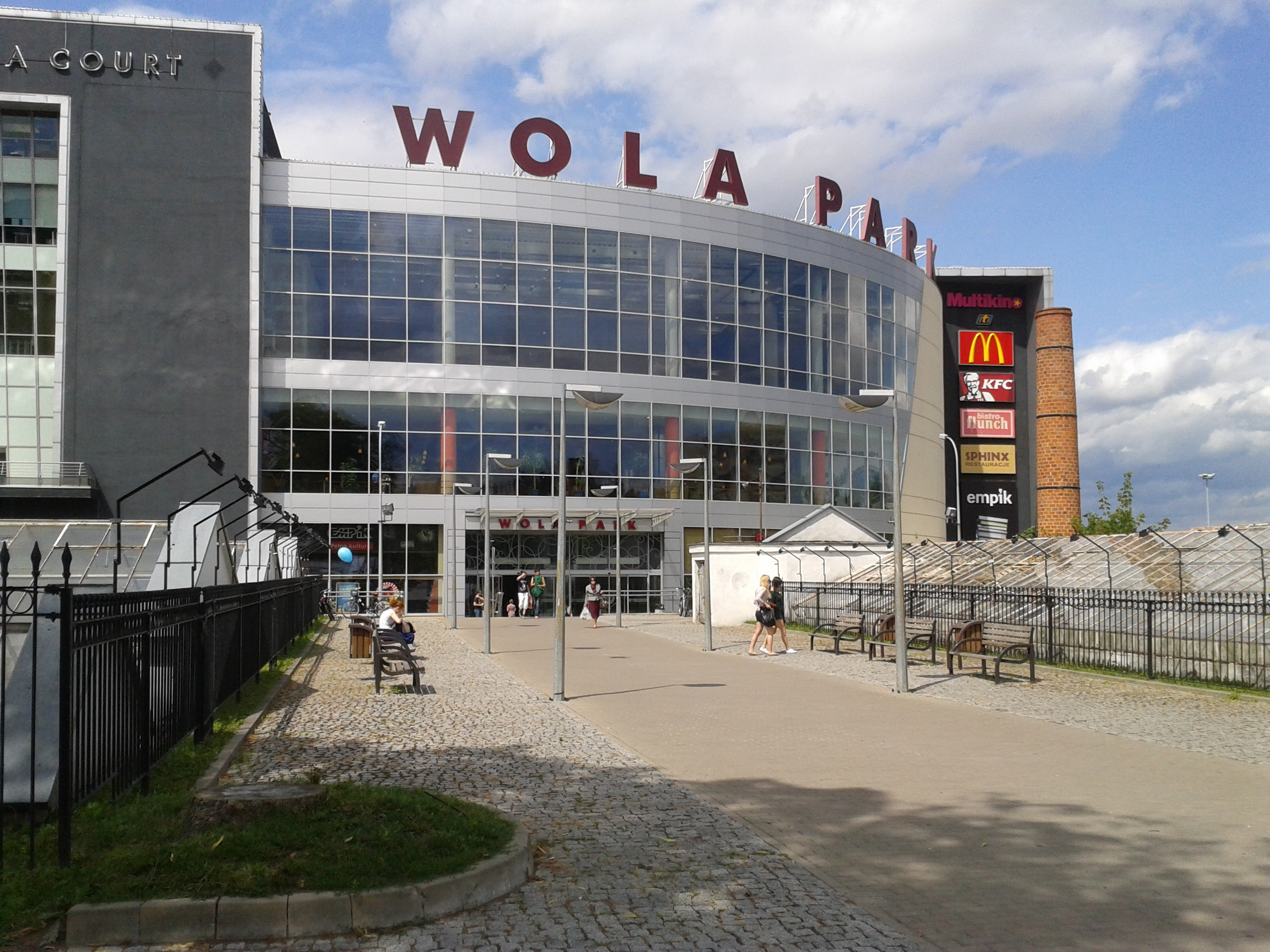
Das Einkaufszentrum „Wola Park“

Die Zakłady Ogrodnicze „C. Ulrich“ S. A. waren die älteste und größte Gärtnerei Polens. Im Jahre 1805 gegründet, blieben sie bis in die 1950er Jahre in Familienbesitz und wurden dann verstaatlicht. Einige Gebäude des Unternehmens werden im Warschauer Stadtteil Wola erhalten.

## Geschichte
Gründer der Gärtnerei war der Deutsche Johann Gottlieb Ulrich (1775–1844), der aus dem damals deutschen Pförten stammte und auf Wunsch seines Onkels, Johann Christian Mencke, dem Obergärtner des Königlich-sächsischen Gartens, nach Warschau zog. Er war zunächst als Gärtner im Sächsischen Garten tätig. Auf einem etwa 20.000 Quadratmeter großen Grundstück in der Warschauer ul. Ceglana (heute ul. Pereca, hier befindet sich das Gebäude der Mennica Polska) gründete er 1805 dann einen Gartenhandelsbetrieb, der zunächst auf Früchte, Gemüse und Blumen spezialisiert war. In vier, je 100 Meter langen Gewächshäusern wurde kultiviert. Sein Nachfolger als Eigentümer und Geschäftsleiter war sein ältester Sohn, Krystian Ulrich (1809–1881); ihm folgte dessen Sohn, Chrystian Gustaw Ulrich (1854–1913), der den Betrieb 1881 übernahm.

### Górce
Bereits 1877 war der Betrieb durch Grundstücksankäufe im damaligen Dorf Górce bei Warschau vergrößert worden. Hier wurden weitere Gewächshäuser und auch Baumschulen eingerichtet. Ab 1868 betrieb das Unternehmen auch Blumenläden, der erste wurde im Warschauer Teatr Wielki eröffnet, es folgten Geschäfte in der ul. Sienkiewicz sowie in den Mirów-Hallen (Ostfront der Osthalle). Ab 1869 wurden Lehrlinge in einer unternehmenseigenen Schule in Polnisch, Deutsch, Geschichte, Botanik und Geografie ausgebildet. Die gepflegten Gartenanlagen in Górce wurden ein beliebter Naherholungsort für Warschauer. Nach Gustaw Ulrichs Tod wurde sein schottischstämmiger Schwiegersohn Artur Ludwik Machlejd (verheiratet mit Krystyna Ulrich) Geschäftsführer des mittlerweile als Aktiengesellschaft firmierenden Unternehmens.

### Nachkriegszeit
Nach dem Zweiten Weltkrieg baute Machlejd die Infrastruktur in der ul. Górczewska (vormals das Dorf Górce, heute der Warschauer Stadtteil Wola) wieder auf und wurde 1958 enteignet. Auf dem Gelände entstand eine Zuchtniederlassung für Gartenpflanzen der Polnischen Akademie der Wissenschaften.
Nachdem die Anlage in den 1990er Jahren weitgehend verfallen und das Unternehmensgelände an der ul. Górczewska an die Erben der Eigentümer zurückgegeben worden war, verkauften diese es 1996 an den Unternehmer Ryszard Krauze, der es an den französischen Konzern Auchan weiterveräußerte. Der französische Investor errichtete hier auf dem Gelände der vormaligen Gärtnerei im Jahr 2002 ein Einkaufszentrum – das Centrum Handlowe „Wola Park“. Der Namensbestandteil „Park“ ist eine Reminiszenz an die vormaligen Ulrich-Anlagen. Einige der historischen Ulrich-Gebäude sind bis heute erhalten. Dazu gehören die leerstehende Villa des Unternehmers Gustaw Ulrich, einige ungenutzte Gewächshäuser sowie das heute als Restaurant verwendete Holzhaus der Gärtner. Ein kleiner Park wurde geschaffen – der Ulrich-Park (Park Ulryków). Hier gibt es eine Vielzahl ausgeschilderter Einzelbäume, wie eine Hänge-Buche, einen Rot-Ahorn oder eine Sumpf-Eiche. Ebenfalls befindet sich im Park eine Statue mit der Kopie einer Büste von Krystian Ulrich; das Original befindet sich im Museum Warschau-Wola.
Aufgrund der früheren Bedeutung der Familie und ihres Unternehmens wurde dieser Teil des Stadtdistriktes Wola als Ulrychów benannt.

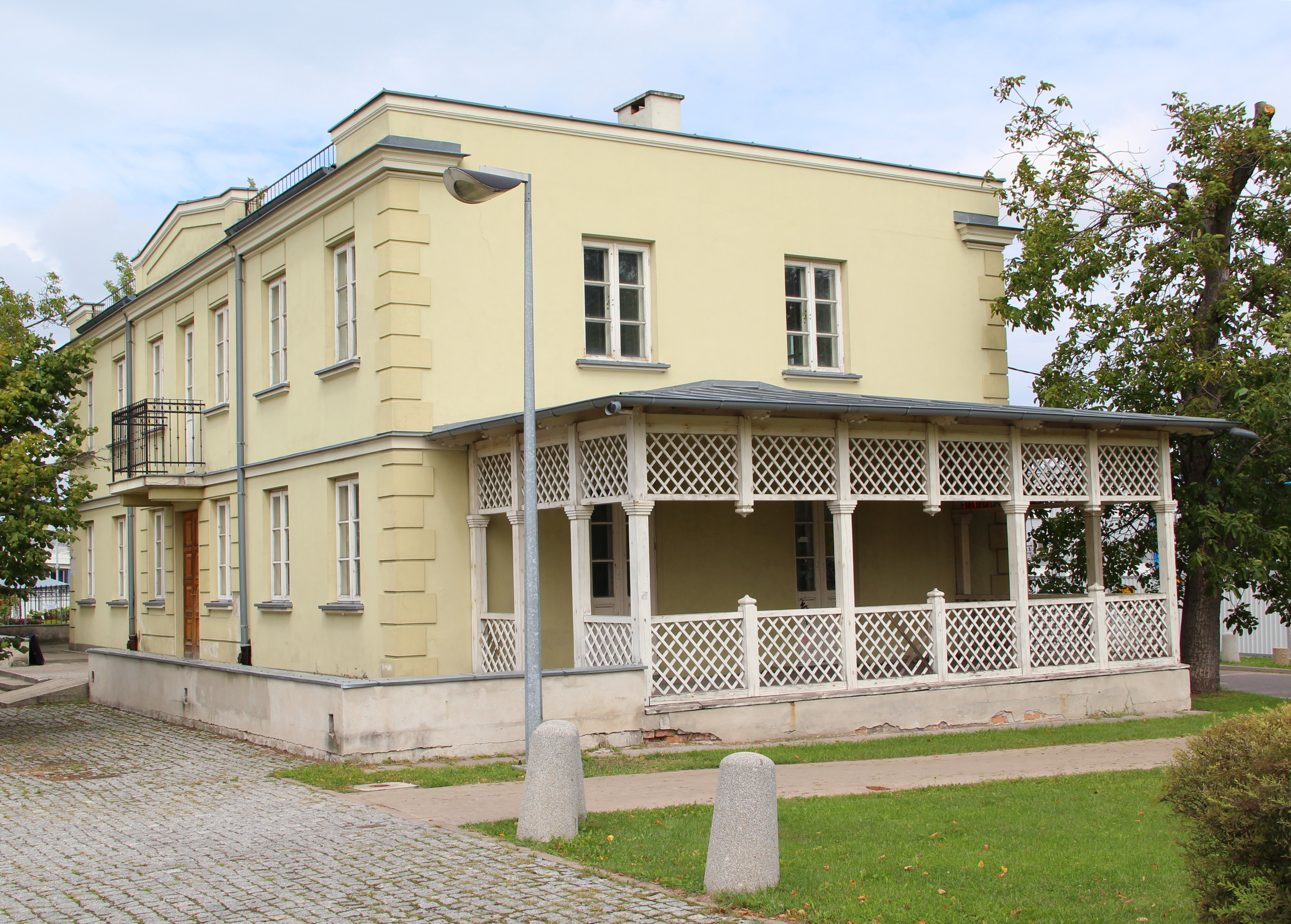
Die ehemalige Villa der Familie in Górce; heute leerstehend
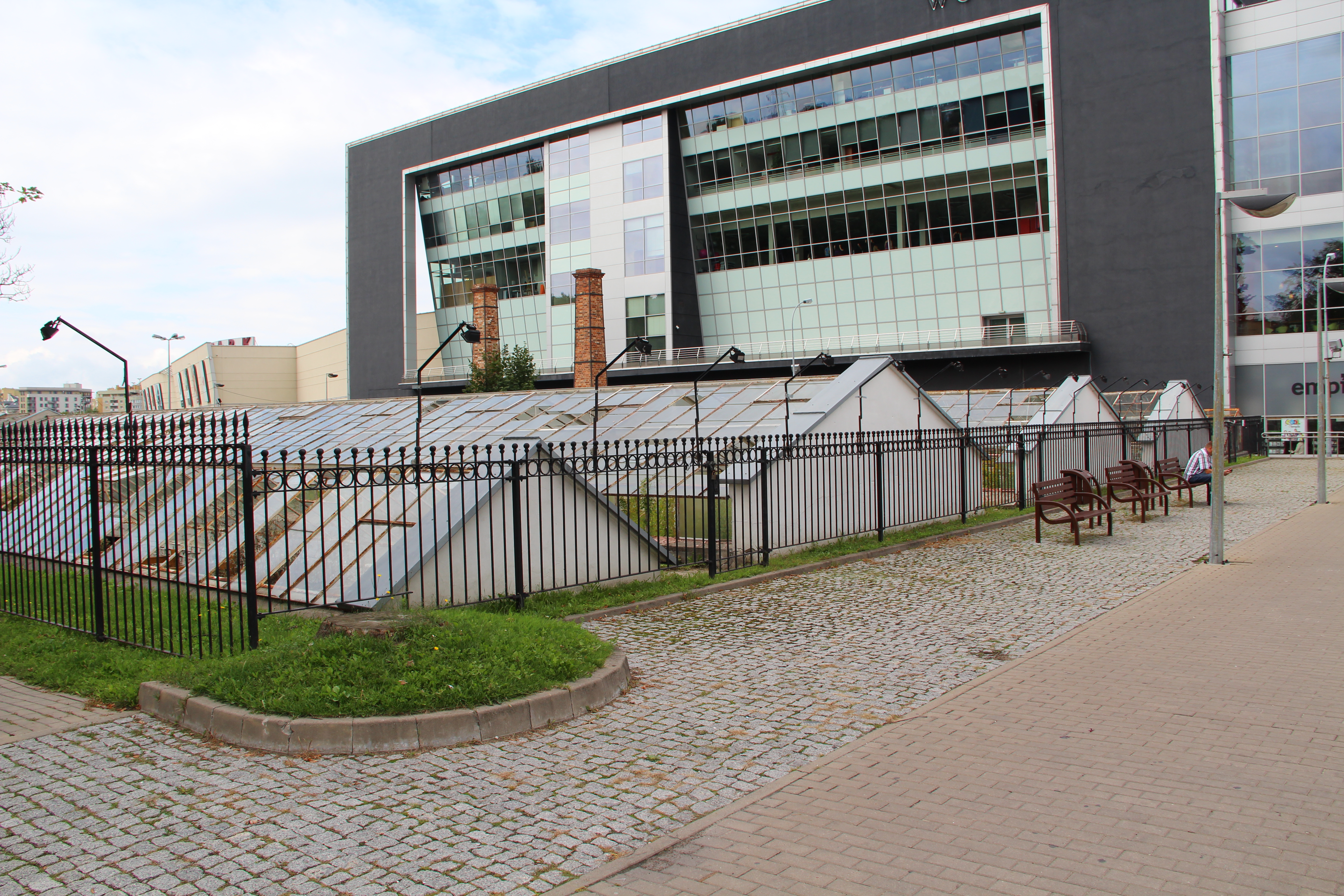
Ein Teil der alten Gewächshäuser wurde erhalten
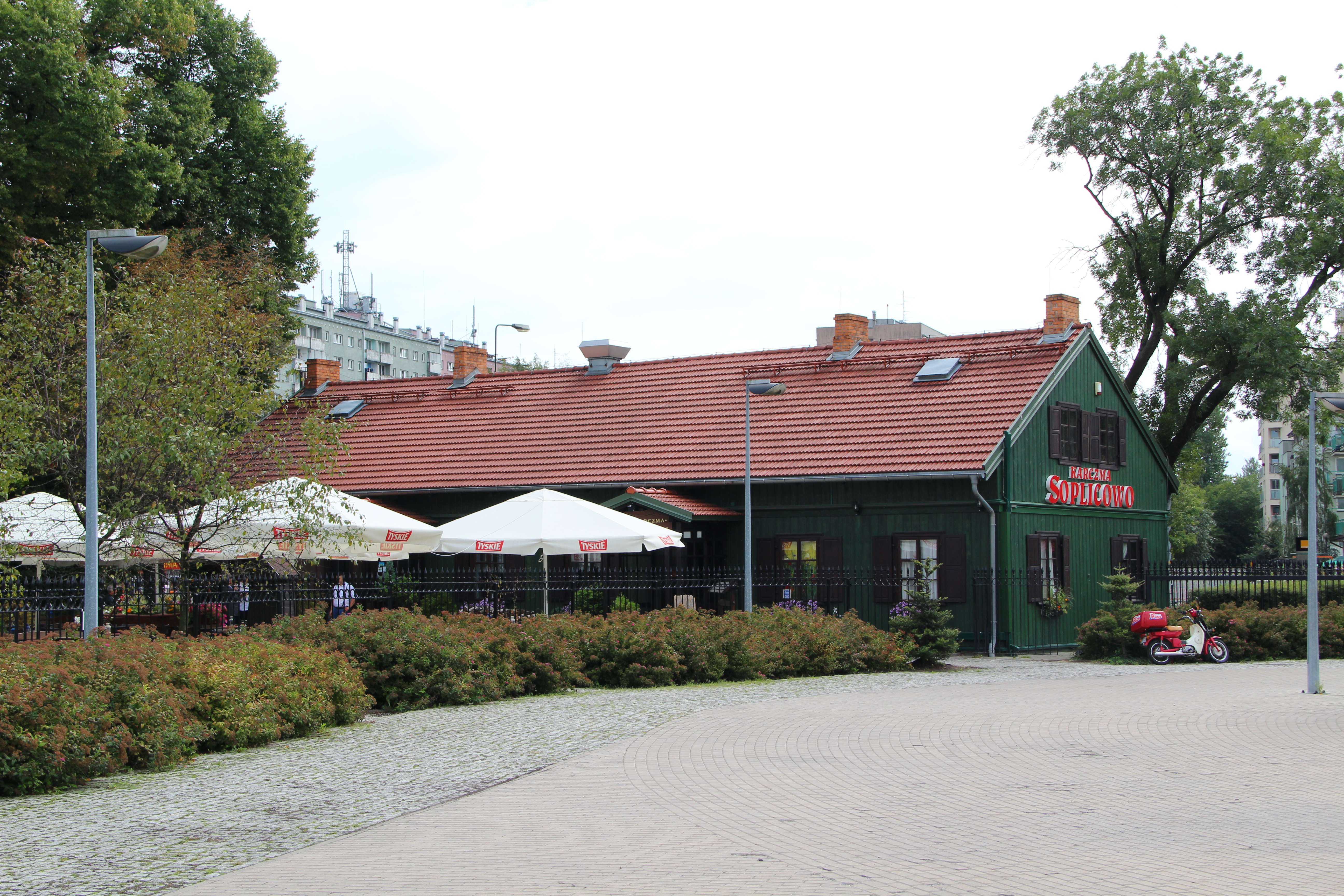
Das ehemalige Gärtnerhaus wird heute als Restaurant genutzt
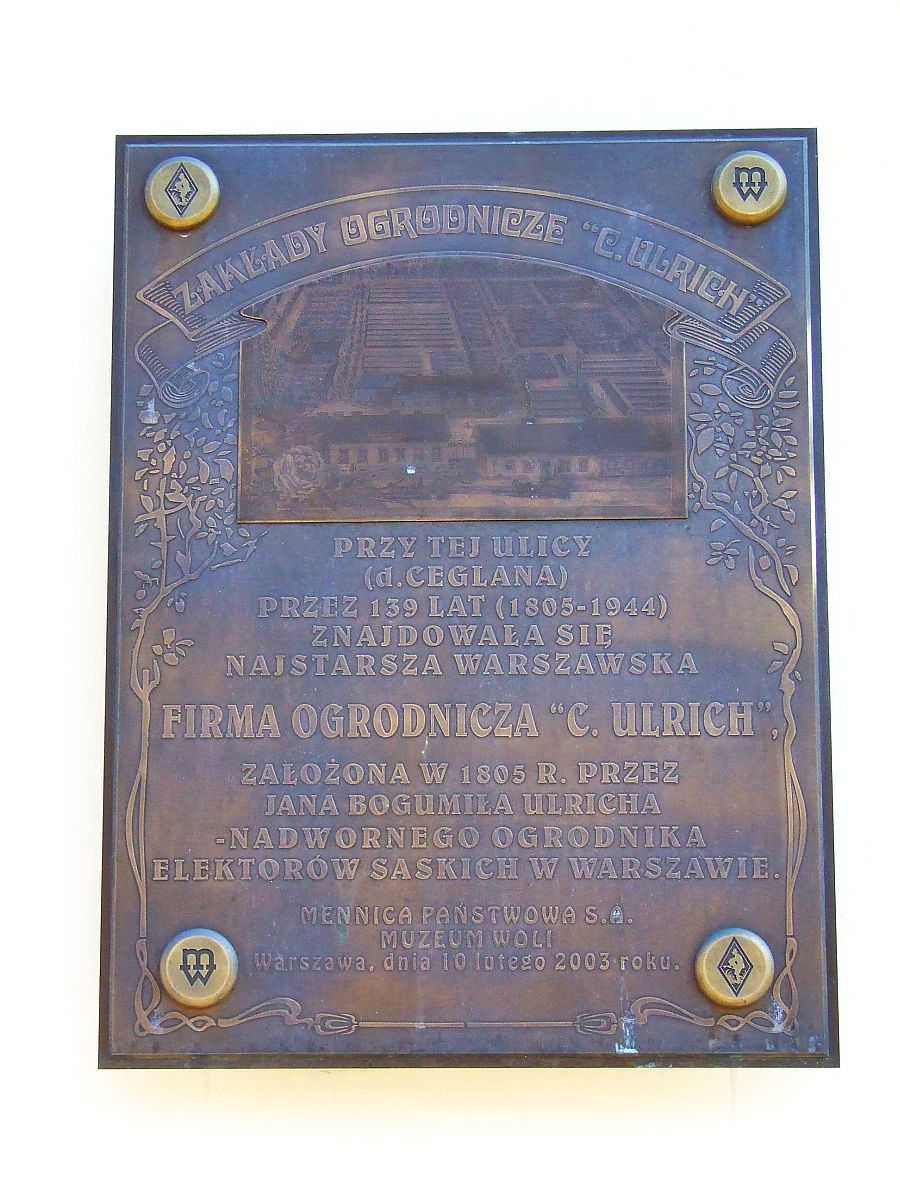
Gedenktafel zum Unternehmen am Standort des ersten Unternehmenssitzes in der ul. Ceglana